# Adrenalina (film)
Adrenalina – amerykański film akcji z 2006r. w reżyserii i wg scenariusza duetu Neveldine/Taylor.

## Fabuła
Chev Chelios jest najlepszym w mieście płatnym zabójcą, działającym dla mafii. Jego dziewczyna Eve myśli, że Chev jest programistą. Pewnego dnia Chev budzi się z dziwnym uczuciem – szybko się poci i boli go głowa. Obok telewizora znajduje płytę z napisem "FUCK YOU". Po jej obejrzeniu wszystko staje się dla niego jasne. Chev został otruty trucizną o nazwie "pekiński koktajl", "chińska szpryca", która działała na nadnercze i blokuje wydzielanie adrenaliny. Została mu tylko godzina życia. Chev wyrusza na poszukiwanie antidotum i aby rozprawić się z Ricardem Veroną – sprawcą zamieszania. Po kontakcie z lekarzem Chev próbuje za każdą cenę podnieść poziom adrenaliny.

## Obsada
- Jason Statham jako Chev Chelios
- Amy Smart jako Eve
- Jose Pablo Cantillo jako Ricardo Verona
- Efren Ramirez jako Kaylo
- Dwight Yoakam jako Doc Miles
- Carlos Sanz jako Carlito
- Reno Wilson jako Orlando
- Glenn Howerton jako Doktor
- Jay Xcala jako Alex
- Keone Young jako Don Kim
- Valarie Rae Miller jako Chocolate